# Kramsach
Kramsach è un comune austriaco di 4 772 abitanti nel distretto di Kufstein, in Tirolo. Sorge sulle Alpi di Brandenberg ed è stato istituito nel 1811 con la fusione delle capitanerie di Mariathal e Voldöpp; capoluogo comunale è Voldöpp.
Kramsach è conosciuta anche per i laghetti circostanti, i "Kramsacher Seen", Berglsteiner, Krummsee, Buchsee, Frauensee, Reintaler e Zireiner.